# Andrzej Guz
Andrzej Guz (* vor 1960) ist ein polnischer Pianist und Musikpädagoge.
Guz begann seine Klavierausbildung am Musikzentrum von Pabianice und setzte sie an der Staatlichen Grundschule für Musik in Łódź bei Zdzisława Roszkowska fort. Ab 1970 war er an der Musikakademie Łódź Schüler von Maria Wiłkomirska und studierte Kammermusik bei Kiejstut Bacewicz und Bronisław Hajna. Nach dem Abschluss 1973 mit Auszeichnung setzte er als Stipendiat der Fryderyk-Chopin-Gesellschaft bis 1978 seine Ausbildung an der Musikakademie Warschau bei Maria Wiłkomirska fort und studierte dort Kammermusik bei Kazimierz Wiłkomirski und Jerzy Marchwiński. 1978 erhielt er das Diplom mit Auszeichnung. In Weimar nahm Guz an Internationalen Musikkursen von Wera Gornostajewa (1973) und Rudolf Kehrer (1975) teil. Als Fulbright-Stipendiat studierte er schließlich 1983–84 am Peabody Conservatory in Baltimore.
Als Kammermusiker nahm er an zahlreichen nationalen und internationalen Violin-, Viola-, Cello- und Gesangswettbewerben teil (u. a. in Krakau, Poznań, Lublin, Łódź, Prag, Moskau, Zagreb, Folkestone, Wien, Belgrad, Weimar, Markneukirchen und Hannover). In Polen und im Ausland gab er Duett-Recitals im Repertoire, unter anderem mit den Geigern Konstanty Andrzej Kulka, Anna Wódka-Janikowska, Piotr Pławner und Łukasz Błaszczyk, den Bratschisten Stefan Kamasa und Rajmund Główczyński und der Cellistin Maria Czajkowska.
Ab 1979 unterrichtete Guz an der Musikakademie Warschau als Assistent von Jerzy Marchwiński. 2007 erhielt er eine außerordentliche Professur und unterrichtet Klavier-Kammermusik. Daneben ist er auch als Lehrer für Klavier und Kammermusik an vorbereitenden Musikschulen aktiv. 2001 wurde er vom Ministerium für nationale Bildung zum Experten für die berufliche Lehrerfortbildung ernannt. Der polnische Minister für Kultur und Kunst zeichnete ihn mit dem Orden „Verdienstvoller Kulturaktivist“ (Zasłużony Działacz Kultury) aus.